# Mini (1959-2000)
Cet article concerne l'ancien modèle Mini. Pour les nouveaux modèles fabriqués par le groupe BMW, voir Mini (2001-2006), Mini (2006-2014) et Mini (2014-).
Pour les articles homonymes, voir Mini.
La Mini, initialement Morris Mini Minor et Austin Seven, sorties simultanément, est une voiture d'entrée de gamme conçue pour BMC par l'ingénieur anglo-grec Alec Issigonis et fabriquée à Longbridge, une zone résidentielle de Birmingham, en Angleterre. Elle fut vendue sous plusieurs marques : Austin, Morris, Rover, Wolseley, Riley, Leyland sous licence espagnole Authi et italienne Innocenti, avant de devenir une marque propre en 1969.
Le modèle commercialisé sous la marque Innocenti était produit à Lambrate, un quartier de Milan.
La version espagnole de la Mini et vendue sous la marque Authi était quant à elle fabriquée à Pampelune, située dans la province de Navarre.
En 2001, après le rachat de la marque par le groupe allemand BMW, une seconde génération est lancée sous la marque Mini.

## Histoire

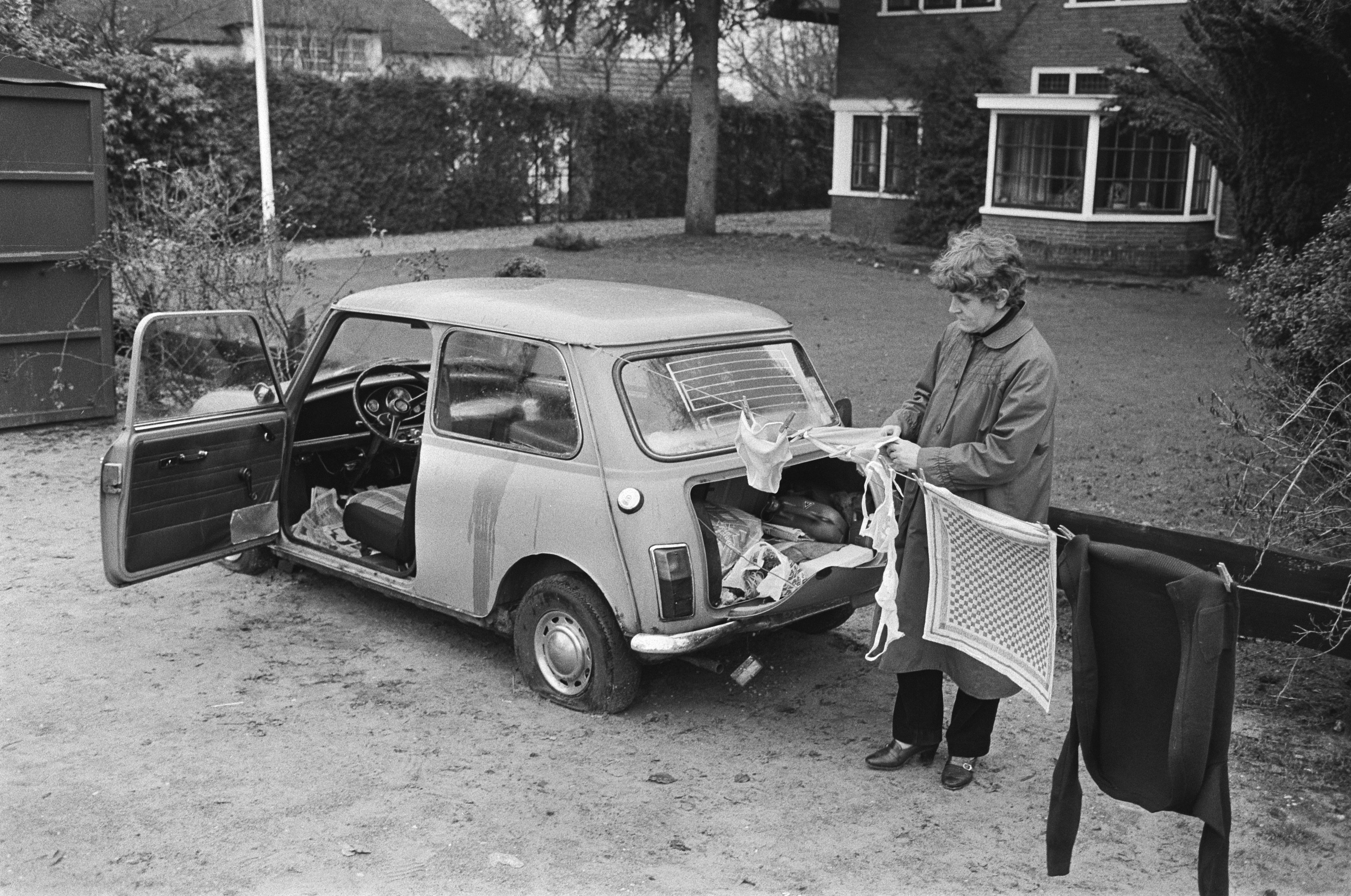
Personne vivant dans sa Mini. Ede, Pays-Bas, 1982.

En 1956, et à la suite de la crise du canal de Suez qui provoque un rationnement du pétrole, Sir Leonard Lord, alors haut responsable de la British Motor Corporation (BMC), demande à Alec Issigonis, Lam et Laurence Pomeroy de concevoir une nouvelle voiture économique. Leur bureau d'études se situe à Longbridge. Le code du projet est « ADO15 » pour « Austin Drawing Office project number 15 ». Chacun pilote une petite équipe et la réalisation d'un concept ; le projet retenu sera celui d'Alec Issigonis, qui était aidé de Chris Kingham et Jack Daniels. Le prototype voit le jour au bout de seulement huit mois d'études, en octobre 1957.
Ce premier véhicule, doté d'un moteur de 850 cm3 en position transversale avec un ventilateur placé du côté droit, atteint la vitesse de 145 km/h. La concurrence de l’époque est alors souvent adepte du « tout à l'arrière », moteur arrière et propulsion : les trois véhicules les plus vendus du segment, la Volkswagen Coccinelle, la Fiat 500 et la Renault Dauphine, utilisent cette architecture. Pourtant, Alec Issigonis, qui apprécie les Citroën et leurs innovations, choisit une orientation « tout à l'avant » ; et, plus audacieux encore, la boîte de vitesses se situera sous le moteur, en position transversale, le carter moteur et celui de la boîte partageant la même huile. La compacité du bloc motopropulseur ainsi obtenue, ainsi que le choix d’une monte en petites roues de 10 pouces, solution elle aussi novatrice, permet à la future Mini de consacrer 80 % de sa longueur à l’accueil des occupants et de leurs bagages.

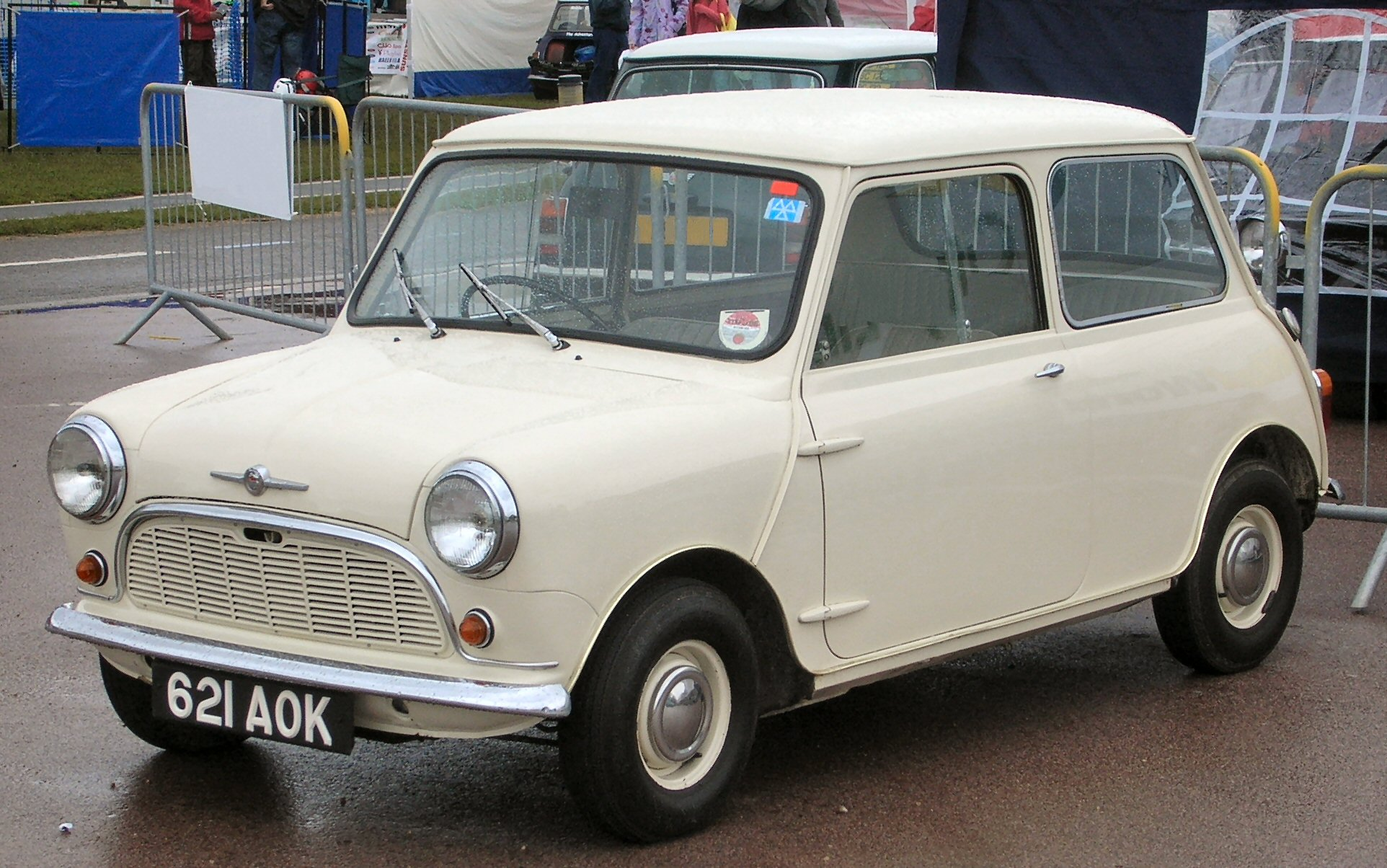
Mini Morris produite en 1959,, toute première Mini produite, immatriculée 621 AOK. Elle ne fut jamais vendue, et se trouve au Heritage Motor Centre de Gaydon, en Grande-Bretagne.

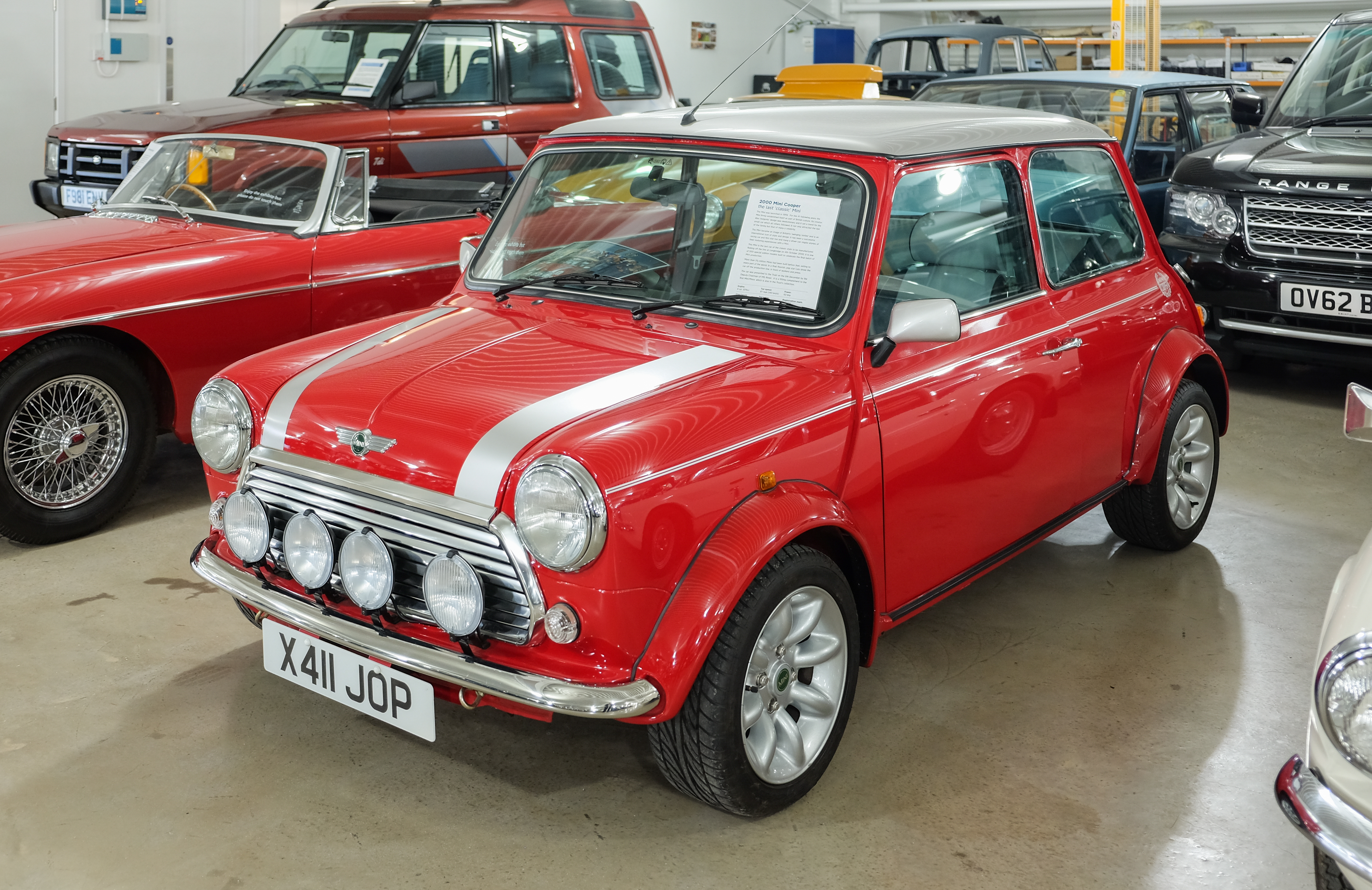
Rover Mini Cooper Sport, dernière Mini sortie de l'usine de Longbridge en octobre 2000. Elle était pilotée par la chanteuse écossaise Lulu et se trouve au Heritage Motor Centre de Gaydon.

La nouvelle voiture est commercialisée en 1959 sous les marques Morris et Austin : de conception très innovante pour l'époque (moteur transversal très compact, suspensions très originales, roues de petite taille, etc.), les deux modèles gagnent conjointement le Trophée Dewar. Cependant, le succès n'est pas au rendez vous : les clients, la trouvant trop spartiate ou trop chère, la boudent. Entre 1961 et 1969, une version de la Mini avec un coffre plus grand nommée soit Wolseley Hornet (reprenant le nom d’une voiture de sport des années 1930), soit Riley Elf, est produite. La Mini elle-même peut être achetée dans plusieurs styles de carrosserie ; l’ordinaire deux portes, un break avec l’arrière s’ouvrant comme des portes de grange, et une version avec un extérieur en bois similaire à celui de la Morris Minor.
Les années 1960 constitueront l’heure de gloire de la Mini, achetée (source d’une publicité retentissante) par des vedettes, et victorieuse en rallye dans sa version Cooper. Mais celle-ci ne seront pas profitables à cause de méthodes de fabrication périmées nécessitant beaucoup de ressources humaines (pas de robot). En 1965, la marque Marcos en dérive un coupé sportif. L'année suivante les Beatles reçoivent chacun un exemplaire et George Harrison la décore de dessins hippies. La Mini devient, au milieu des années 1960, symbole du Swinging London en pleine Beatlemania. En France, Brigitte Bardot roule dans Saint-Tropez avec cette voiture, tandis que Jacques Dutronc chante « Mini Moke et minijupe […] Tout est mini dans notre vie ». La mini devient un accessoire de mode, jeune et sexy, souvent colorée.
En 1967, BMC, Standard-Triumph et Rover fusionnent et forment le groupe British Leyland l'année suivante. À la suite de la suppression des badges Austin Mini et Morris Mini-Minor par British Leyland, Mini devient une marque automobile en 1969. Cette année là, la Mini est dans le film L'or se barre. Un redesign est effectué, et une nouvelle carrosserie apparait, donnant la Mini Clubman.
- En 1980, Austin présente la Metro, voiture partageant de nombreuses pièces avec la Mini et censée lui succéder.
- En 1989, Austin réintroduit à son catalogue deux versions spéciales au look Cooper, la Check Mate, la Flame Red et la Racing Green. La production s'arrête un an plus tard avec la fin d'Austin et de la Metro (les modèles Austin arboreront désormais le sigle Rover et la Metro sera remplacée par la Rover 100).
- En 1990, Austin rover lance une édition spéciale à l'occasion des 30 ans de la sortie de la mini Austin, cette édition se nomme 30e anniversaire ou thirty.
- En 1991, Rover joue le mythe et ressuscite la Mini Cooper à moteur 1 275 cm3, qui avait disparu du marché depuis une dizaine d'années.
- En 1994 sous Bernd Pischetsrieder, BMW prend le contrôle du Groupe Rover (alors constitué des marques Rover, MG, Mini et Land Rover). Mais six ans après, Rover restant désespérément déficitaire, la marque bavaroise abandonne et le revend.
- En octobre 2000, la dernière Mini sort de l’usine de Longbridge.
- En 2001, n’étant plus en vente en Europe, la Mini classique reste encore commercialisée au Japon sous le label de The Last Mini 2001[9]. La dernière série comporte quatre modèles : Seven, Knightsbridge, Cooper et Cooper Sport, comme en Europe mais aux spécifications japonaises. La production globale aurait été d’environ 200 unités.

## 2000, cession de Rover
- En 2000, BMW vend Rover, l'usine de Longbridge et la marque de voitures de sport MG aux Phoenix Venture Holdings (un groupe de quatre industriels anglais).
- Les Phoenix Venture Holdings étaient intéressés pour racheter les droits d'utilisation de Riley, mais BMW a refusé.
- Quant à la marque de véhicules tout-terrain Land Rover, elle a été cédée à Ford.
- Le constructeur allemand BMW gardera seulement la marque Mini et l'usine d'Oxford, et vend maintenant une nouvelle version de la Mini depuis 2001.

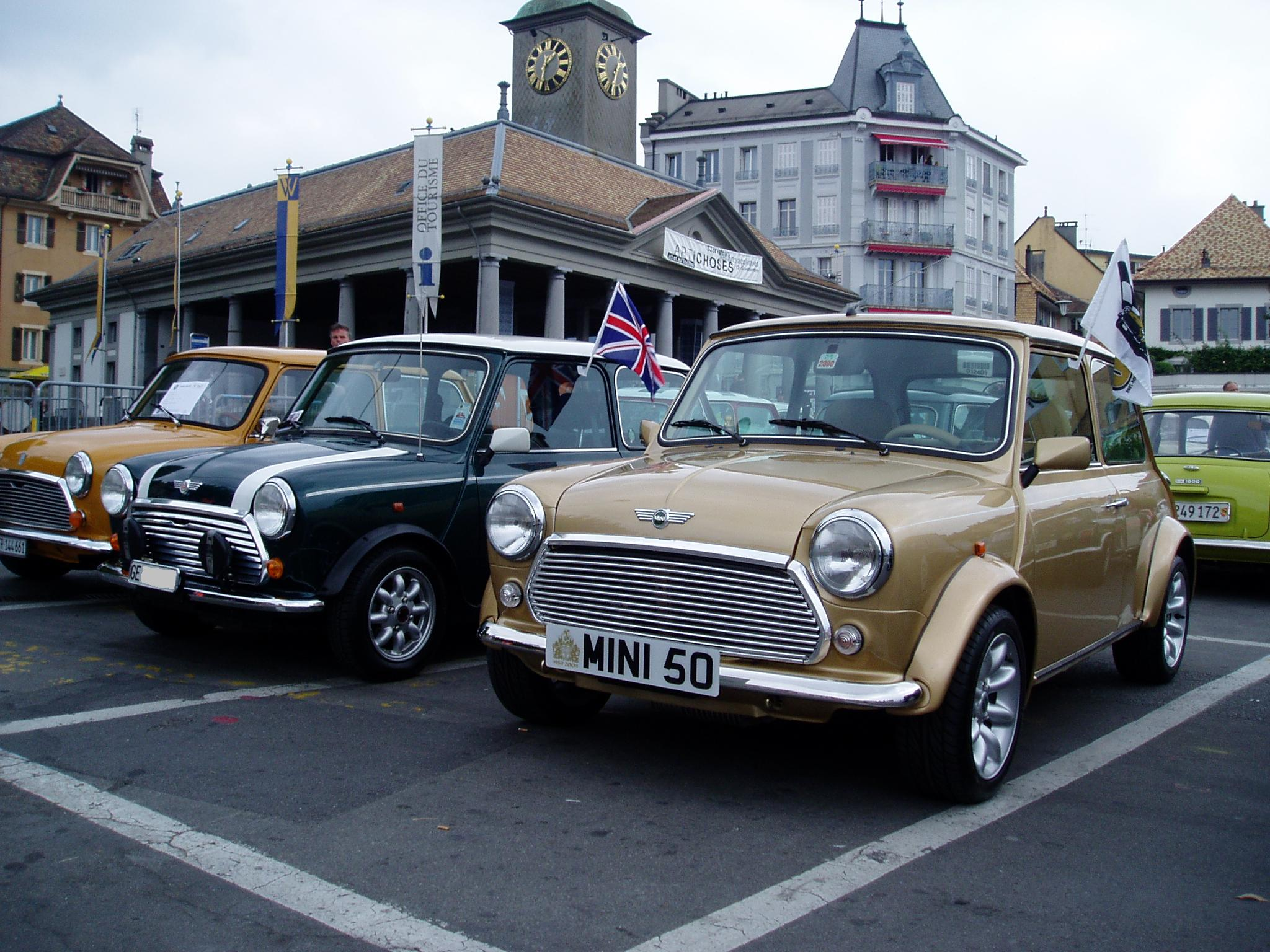
Rover Mini Cooper 1.3i 1992 et Mini Knightsbridge 1.3i 2000, Vevey, Suisse, 2009.

## Données techniques

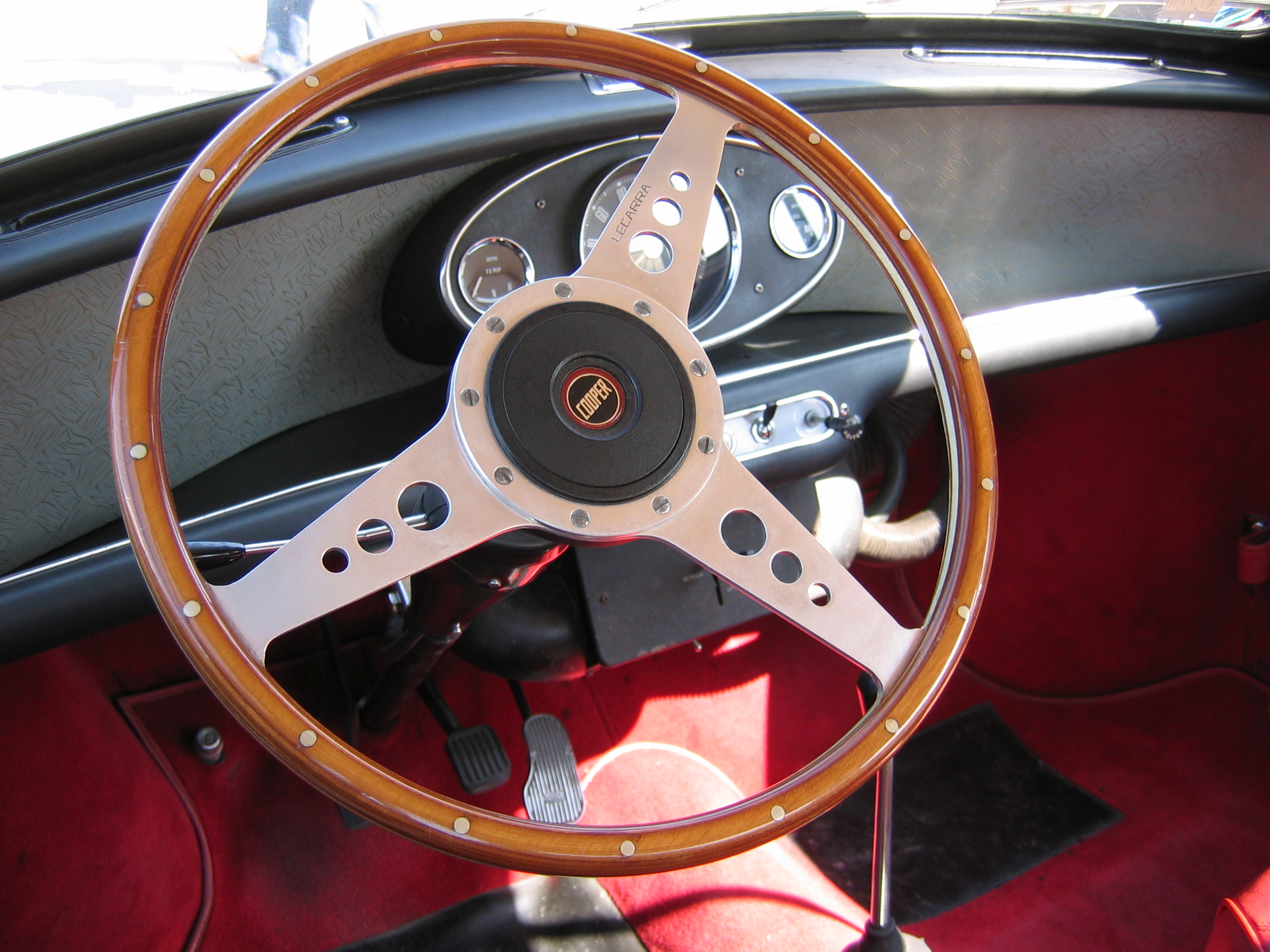
Poste de conduite de Morris Cooper.

- Empattement/longueur/largeur/hauteur (cm) : 203 / 305 à 317 (selon version) / 141 / 134 à 136 (selon version).
- Poids : 620 à 700 kg.
- Derniers moteurs disponibles (1993-2000) : 4-cylindres, 1 275 cm3, 61 ch à 5 700 tr/min ou 63 ch (Cooper).
- Transmission : boîte manuelle à quatre vitesses ou boîte automatique  (sauf Cooper).
- Suspensions : amortisseurs et cônes caoutchouc, amortisseurs télescopiques et cônes caoutchouc (pour Clubman Estate, Morris Traveler, Austin Countryman et Mini Moke) et hydrolastic (certaines Cooper et Clubman 1275 GT de 1969 à 1976).
- Freins : disques à l'avant et tambours à l'arrière pour les Cooper (disques de diamètre différent selon la taille des jantes : 7 ou 7'5 pouces pour une jante 10 pouces et 8'4 pouces pour une jante de 12 pouces) ; tambours à l'avant et à l'arrière pour le reste. Enfin disques et tambours pour tout le monde à partir de 1984.
- 0 à 100 km/h : 11,5 s (Cooper).
- Vitesse maximale : 147 km/h (Cooper) et 160 km/h (Cooper S).

La voiture utilise un moteur traditionnel quatre cylindres refroidi par liquide mais monté transversalement et abritant dans son carter la boîte de vitesses. C'est une traction avant. Ses minuscules roues de 10 pouces d'origine ont été remplacées par des 12 pouces à partir de 1984 (ou 13 en option, milieu des années 1990). Placées aux quatre coins de la carrosserie, elles permettent une habitabilité correcte pour quatre personnes, même si l'espace arrière se révèle un peu juste pour deux adultes.

## La Mini et le Rallye de Monte-Carlo
L'histoire de la Mini et son palmarès sportif ne se résument pas à ses seules participations au très fameux rallye de Monte-Carlo instauré en 1911 par Antony Noghès. Mais la représentativité de ladite manifestation,, et les péripéties qui ont jalonné les participations successives de la petite voiture anglaise en Principauté de 1960 à 1968 sous l'égide de la British Motor Corporation offrent l'une des meilleures vitrines au portrait exceptionnel de la Mini.

### Balbutiements
Six mois après l'entrée en scène de la Mini, le département sportif de la BMC, alors sous la houlette de Marcus Welsh, confiant du potentiel sportif des Morris et Austin 850, décide d'inscrire six voitures d'usine au rallye Monte-Carlo, couplées à une seule Austin A40 ; on note également la présence de six Mini privées. Las, en raison d'un souci chronique d'embrayage dès les premières pentes du parcours (obligeant même l'équipage Alec Pitts / Tony Ambrose à ajouter du sable pour épaissir le fluide d'embrayage!), la mieux classée des Mini (Peter Riley (pl) / Rupert Jones) termine en 23e position. La 73e place du rallye échoit également à l'une des Mini d'usine, même si la voiture qui se présente à Monaco ne ressemble plus tellement à une Mini : après avoir embouti l'arrière d'un autre concurrent perdu dans le brouillard, puis un camion de laitier peu avant l'arrivée à Monaco, les portières de la Morris 850 no 284 tiennent avec des cordes, plus une vitre ne subsiste sur la caisse, la voiture a bien du mal à rouler en ligne, et le toit a subi un singulier affaissement.
En 1961, le bilan est pire encore : à l'approche de Reims et donc du terme de la concentration, la Mini de Peter Garnier entre en collision avec la Peugeot d'un fermier local, occasionnant une côte cassée pour le pilote britannique et un abandon instantané ; Tom Christie, en proie à une intoxication alimentaire, ne peut lui non plus poursuivre ; quant à la Mini de Derek Astle, c'est un brusque éboulement sur le parcours montagnard qui entraîne voiture et équipage dans un ravin Alpestre du tronçon commun. En définitive, aucune des trois voitures d'usine inscrites ne se présente à Monaco.

### L'ère Cooper

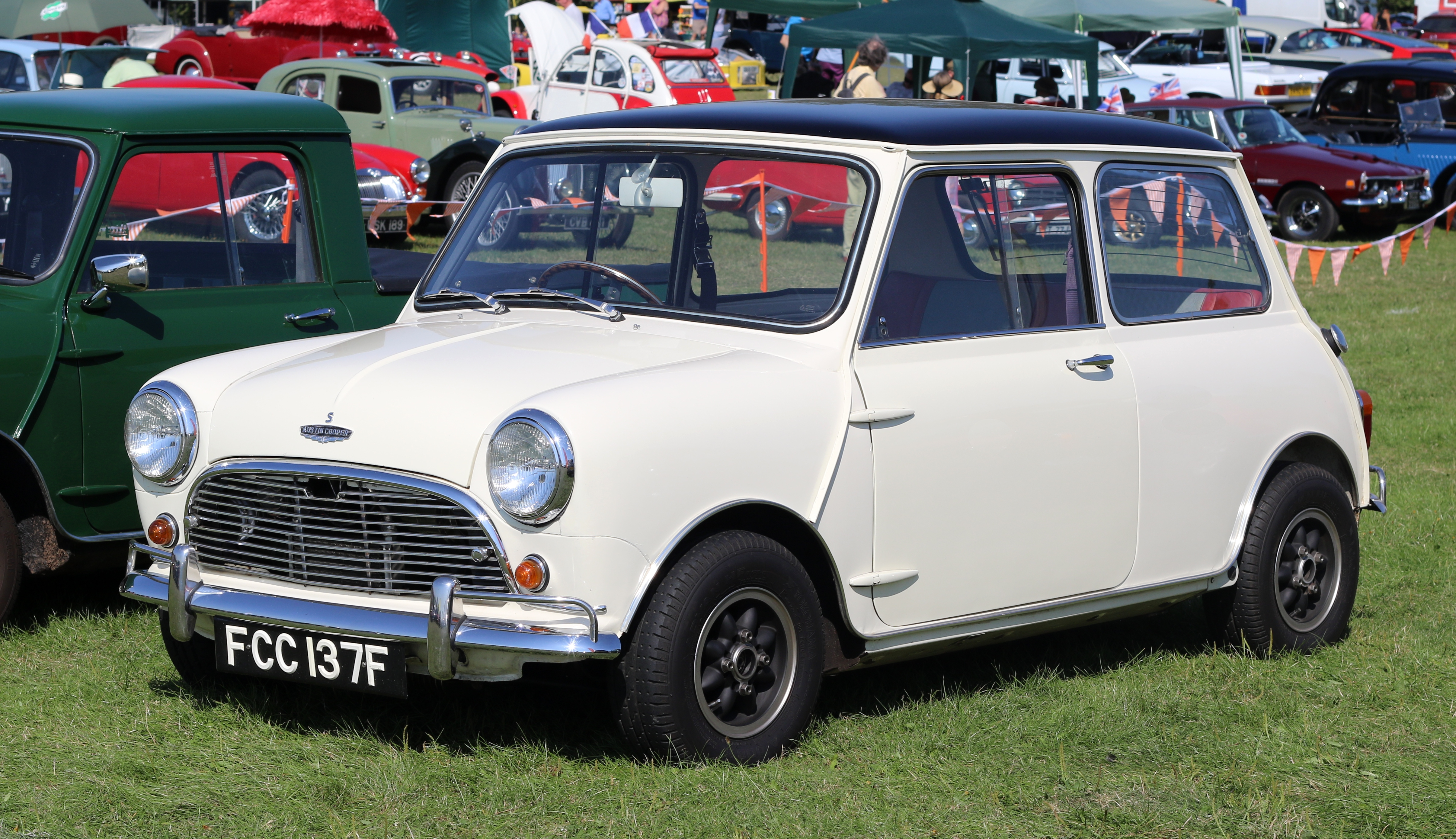
Austin « Mini » Cooper de 1968

Entre-temps, un certain John Cooper, créateur de la Formule 1 à moteur central, parie sur la Mini aux fins d'une vocation sportive : la voiture est extrêmement maniable et légère, seules manquent puissance et fiabilité. L'aboutissement technique et les divers développements apportés donnent une cylindrée de 997 cm3, le taux de compression est augmenté, deux carburateurs S.U. prennent place, et l'échappement est modifié : le tout faisant grimper la puissance de 34 à 55 chevaux. Pour plus de sécurité, on procède également au remplacement des freins à tambours par des disques à l'avant, procurant à la petite boîte de 620 kg de très sérieux atouts.
En 1962, nouvelle tentative Monégasque, avec de nouvelles têtes : Stuart Turner arrive aux commandes du département course de la BMC ; pour ce qui est des équipages, un certain Rauno Aaltonen (à l'origine inscrit comme copilote de Geoff Mabbs, il conduira la grande majorité du parcours), et une certaine Pat Moss, sœur du pilote britannique Stirling Moss font leur apparition au volant d'une Cooper. Si Aaltonen manque d'y laisser sa peau lors d'un capotage de la Mini dans le col de Turini (alors en bataille pour la seconde place avec Eugen Böhringer derrière la Saab du Suédois Erik Carlsson), à l'issue duquel la Mini Cooper disparaît en fumée, la Morris Cooper de Pat Moss / Ann Wisdom (en) glane son tout premier trophée historique sur l'épreuve, en remportant la Coupe des Dames. Pat Moss conclura d'ailleurs cette année 1962 fort brillamment en décrochant le titre de Championne féminine européenne des rallyes.
Un an plus tard, BMC inscrit quatre Mini Cooper aux côtés de l'imposante Austin-Healey de l'équipage Timo Mäkinen / Christabel Carlisle. Cette fois-ci, la Morris Cooper pilotée officiellement par Rauno Aaltonen remporte les honneurs de la catégorie « Tourisme de série normale et améliorée » et prend la troisième place du général, derrière Pauli Toivonen (Citroën DS) et Erik Carlsson (Saab 96). Suivent la Cooper de Paddy Hopkirk (6e du général, 2e de catégorie), celle du tandem féminin Pauline Mayman (en) / Val Domleo, (28e au général, 4e de catégorie), et pour finir, la Cooper de Logan Morrison / Brian Culcheth (44e au général, première de la catégorie Grand Tourisme). La Mini Cooper vient de faire la démonstration de son grand potentiel.

### Sacrée «S»

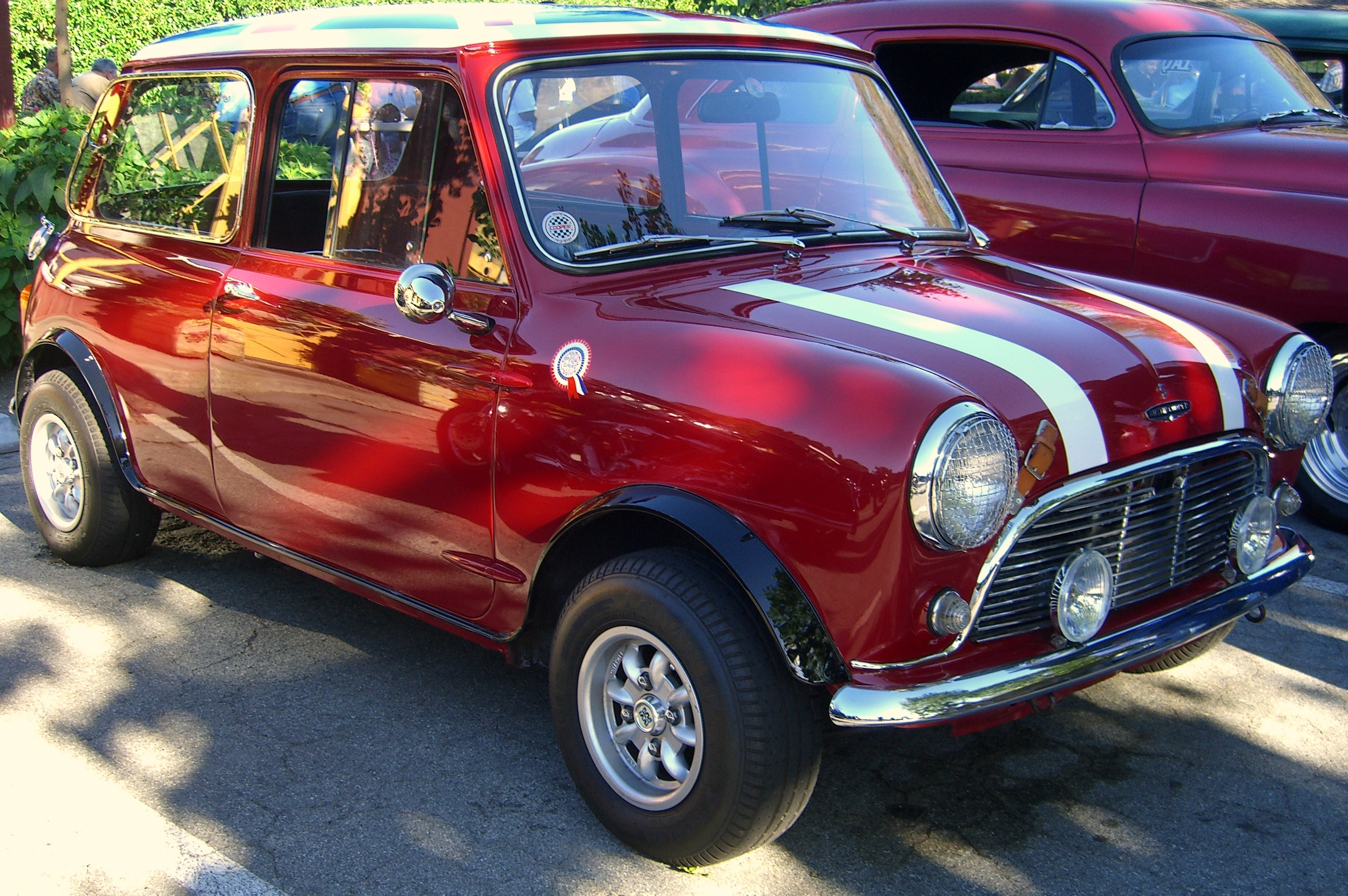
Austin Mini Cooper S de 1963

Encouragé par ces résultats, BMC s'adresse de nouveau à Cooper : la cylindrée passe à 1 071 cm3, la puissance à 70 chevaux et la vitesse de pointe à 160 km/h. C'est la Mini Cooper S. La Cooper s conservera la traction et le moteur atmosphérique (sans turbo).
Le 17 janvier 1964, en ouverture du Championnat d'Europe des rallyes, est à nouveau programmé le départ du fameux Monte-Carlo ; comme tous les ans, les voitures inscrites prennent le départ de différentes villes (Minsk, Paris, Francfort, Athènes, Varsovie, Lisbonne et Monaco) pour se rejoindre à Reims, terme de ce que l'on appelle le parcours de concentration ; à partir de Reims, commence le parcours dit commun, long de 1 400 km et ralliant la Principauté Monégasque via le massif Alpin : outre la nécessité de pointer en temps et en heure aux contrôles horaires essaimés sur le parcours, et ce sans excès de vitesse (plusieurs contrôles secrets sont implantés également, comme à Vizille), les voitures doivent disputer cinq « spéciales de vitesse » (épreuves contre la montre sur routes publiques fermées à la circulation).
À l'issue dudit parcours commun, c'est la redoutable Ford Falcon à V8 de 4,7 litres de Bo Ljungfeldt qui se révèle comme prévu la plus rapide en temps chronométré : elle a remporté les cinq spéciales, laissant partenaires de marque (dont un certain Graham Hill) et autres pilotes reconnus loin derrière. Pourtant, le classement officiel, fruit de savants calculs intégrant l'indice de performance en regard de la cylindrée du véhicule, ne place le Suédois qu'en troisième position : en effet, la Morris Cooper S rouge à toit blanc pilotée par Paddy Hopkirk n'a en tout et pour tout perdu qu'une minute et vingt-huit secondes, faisant même jeu égal avec la Falcon sur les 17,5 km de l'E.S Saint-Apollinaire / Savines. De fait, la petite cylindrée de la Mini propulse l'équipage Hopkirk / Liddon loin en tête du classement. Suivent ensuite l'imposante Mercedes 300, la robuste Volvo 544 et, en cinquième place, une autre Mini Cooper S, celle du finlandais Timo Mäkinen.
Lors de la dernière étape, organisée sur le circuit du Grand Prix dans les rues de Monaco, ce sont à nouveau les puissantes Falcon de Ljungfeldt et Schlesser qui trustent les premières places du classement, mais l'agile Mini compte suffisamment d'avance aux points pour remporter le rallye Monte-Carlo. Pour compléter le triomphe, Timo Mäkinen est quatrième, et Rauno Aaltonen prend le septième rang. On notera également la grosse frayeur survenue à l'équipage féminin Pauline Mayman (en) / Val Domleo sur la Cooper S no 189, totalement détruite et partie en fumée après avoir durement « tapé » durant la concentration vers la cité Champenoise : bilan, une côte félée, une jambe fracturée et quelques bonnes contusions pour les deux équipières... mais un moral même pas entamé! Avec cette première victoire britannique au Monte-Carlo depuis 1956, la Mini fait une entrée remarquée dans l'histoire du sport automobile.

### L'exploit de 1965

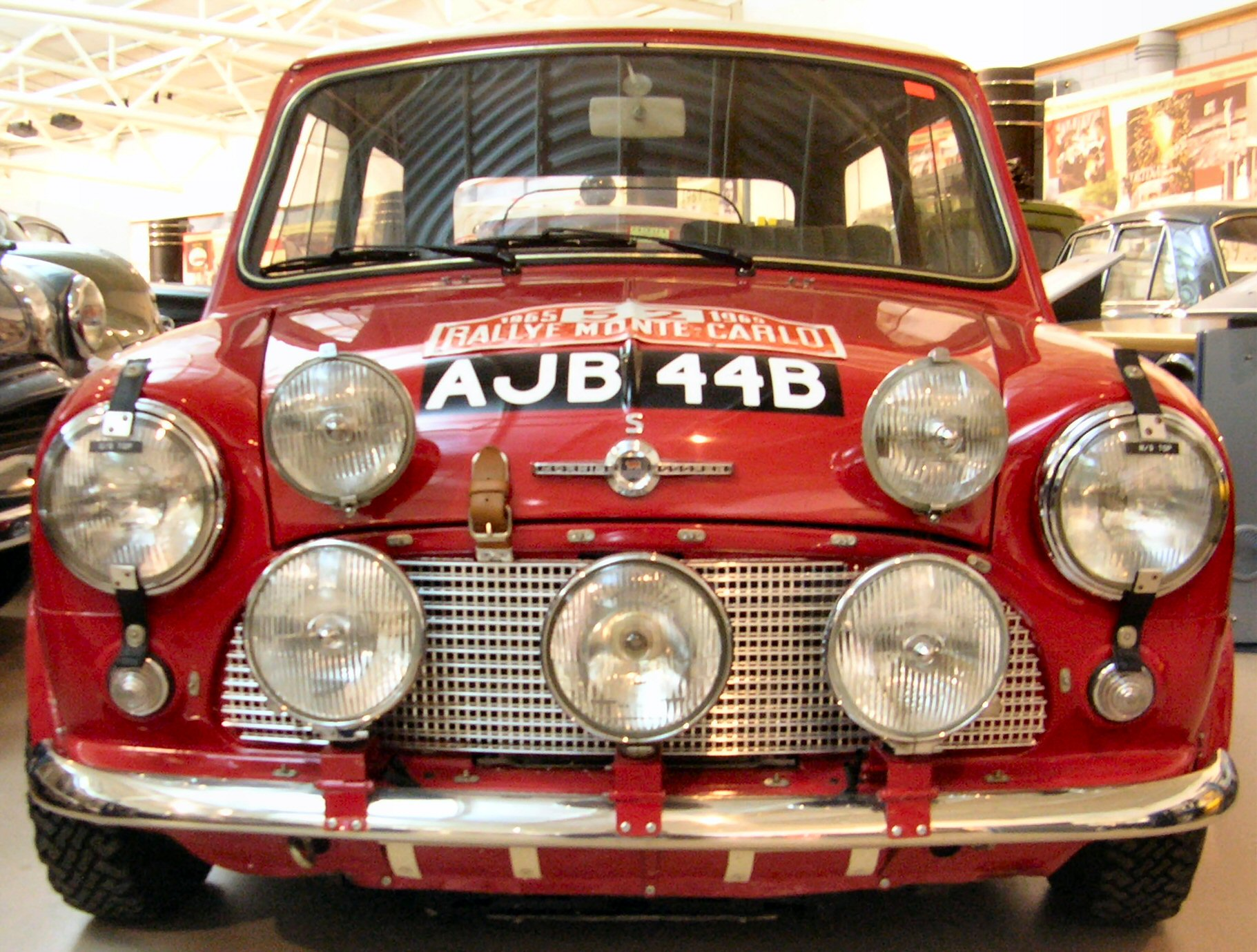
Austin Mini Cooper S victorieuse en 1965 au rallye de Monte-Carlo

En 1965, la gamme Cooper S s'étant entretemps enrichie du nouveau moteur de 1 275 cm3 et 90 chevaux, le manageur du département course de la BMC Stuart Turner engage pas moins de six Mini au rallye de Monte-Carlo, quatre en catégorie Tourisme  et deux en Grand Tourisme ou Groupe III (comprenant plusieurs améliorations : allègements de carrosserie, vitres en Perspex, etc.) avec l'ambition non dissimulée de rafler la mise dans chacun des différents classements.
Les 237 concurrents s'élancent des neuf villes de départ : Hopkirk (no 56) et Makinen (no 52) partent de Stockholm, Aaltonen (no 273) choisit Athènes, les frères Morley (no 72) et Raymond Baxter (no 91) optent pour Minsk, et Harry Kallstrom (no 176) rallie quant à lui la capitale Parisienne. À l'issue du parcours de concentration qui cette année amène l'ensemble des concurrents jusque Saint-Claude, le clan BMC perd néanmoins deux unités : Rauno Aaltonen a dû renoncer sur problème électrique, et une bielle a transpercé le moteur de la Cooper S de Baxter sur son trajet vers Minsk... Jusque-là, les conditions météorologiques font davantage penser à une promenade touristique : il fait certes froid, mais très beau. Tout va brusquement basculer après le départ de la dernière voiture de la cité du Haut-Jura vers Chambéry : la neige se met à tomber à gros flocons, sans discontinuer. En l'espace de quelques kilomètres, c'est une hécatombe qui se profile : les pénalités pour retard horaire tombent à qui mieux mieux, les abandons se succèdent, et de grandes figures du rallye comme Lucien Bianchi, Jean-François Piot, Erik Carlsson, ou Jean Vinatier ne sont pas épargnés... et ce alors que la première E.S de la Chartreuse, longue de 45 km, n'a même pas encore été abordée. Dans la tourmente, Kallstrom sollicite un peu trop son embrayage, et la Cooper S no 176 abandonne à son tour. Hopkirk, en dépit d'un bris de triangle avant gauche survenu aux abords de Gap et réparé hâtivement, limite la casse en rentrant au parc fermé Monégasque avec une poignée de minutes de pénalité dans la besace… Mais les Mini ont indiscutablement frappé un grand coup : Makinen a remporté trois des cinq spéciales du commun, et Hopkirk a « joué placé » dans trois spéciales. Et surtout, le « Flying Finn » (le « Finlandais volant ») s'est offert le luxe de passer partout à zéro, sans endosser la moindre pénalité : un authentique exploit qui fera date, tout comme le nombre de véhicules rescapés à l'issue du commun (35).
Oubliée la fortement controversée épreuve de vitesse dans la Principauté en guise de dernière étape : c'est sur un ultime circuit de montagne, long de 610 km, que vont en découdre les participants. Au programme, rien que des hauts lieux du sport auto : la Bollène, le Moulinet, Beuil sans oublier les fameux passages respectifs aux cols de la Couillole et du Turini. Et on annonce à nouveau d'abondantes chutes neigeuses dans l'arrière-pays... Au sortir du parc fermé Monégasque, il ne faut que 13 minutes à l'assistance BMC pour ressouder le triangle de la Cooper S de Paddy Hopkirk, au prix d'une bascule de la Mini sur le côté qui attire la curiosité des spectateurs. Devant, Makinen continue d'écœurer tous ses poursuivants : quatre spéciales remportées sur cinq, en rajoutant 4 minutes et demie au passif de son plus proche poursuivant Eugen Böhringer et sa vrombissante Porsche 904 GTS. Petite alerte toutefois pour le Finlandais au dernier passage du Turini, avec un bris de la tête de distributeur : 4 minutes de pénalités engrangées, mais Makinen a encore de la marge. Il rentre en vainqueur à Monaco. Complétant ce succès remarquable, Hopkirk réussit à ramener sa Cooper S en tête du groupe II, en dépit du triangle de suspension redevenu fragile au second passage à la Couillole. Quant aux frères Morley, en dépit d'un problème récurrent de pompe à essence depuis Saint-Claude, ils complètent le podium du groupe II. Seconde victoire d'affilée au « Monte », la Mini assoit son prestige et sa notoriété.
L'année 1965 est une année faste pour la Mini, qui remporte le Monte-Carlo, puis le Rallye de Finlande et le RAC Rally.

### 1966, le «Monte-Fiasco»
Fort de la magnifique réussite de Makinen, et juste auréolés d'un titre de Champion d'Europe des Rallyes avec Rauno Aaltonen, la BMC n'entend pas freiner d'un pouce la dynamique Mini sur le plan sportif. La saison 1966 s'ouvre comme à l'accoutumée avec le traditionnel rendez-vous monégasque. et son lot de nouveautés : parcours de concentration ralliant directement la Principauté, suivi dès le lendemain par le parcours commun sous forme d'une boucle Monaco - Chambéry - Monaco de près de 1 400 km pour un premier écrémage ; après une nuit de repos, place à l'étape finale de montagne, courue en conditions nocturnes. Fait marquant, outre la parution pour le moins tardive du règlement (novembre 1965), le nouveau mode de calcul de l'indice visant à équilibrer les rapports de forces entre les voitures fait la part belle aux véhicules strictement de série (Groupe I, soit 5 000 véhicules au minimum produits durant les douze derniers mois), au large détriment des véhicules de tourisme (Groupe II) et de grand tourisme (Groupe III) : de là à y voir une volonté nette de couper l'herbe sous le pied des Anglais et ainsi empêcher un triplé historique des Mini, il n'y a qu'un pas que Stuart Turner s'empresse d'effacer allègrement en demandant un léger ajustement de la production des Cooper S 1275 : 5 047 unités sont ainsi produites à la date d'envoi de la demande d'homologation en groupe I, laquelle est ainsi validée en bonne et due forme.
Las, les craintes d'une hostilité avérée des organisateurs monégasques envers la BMC se confirment avec plusieurs propos d'officiels et écrits de presse assez péjoratifs sinon irrévérencieux à l'égard des Britanniques dès leur arrivée en Principauté. Pire, le restaurateur accueillant toute l'équipe BMC lâche à mi-mot que le sort des Mini est quoi qu'il arrive scellé, et que la victoire sera inéluctablement française.
Faisant fi de cette atmosphère, les voitures attaquent le parcours de concentration, au terme duquel l'ensemble des quatre Mini engagées rallient Monaco sans encombre. Le lendemain, place à la grande explication : si la première E.S entre Pont-des-Miolans et Saint-Aubin laisse encore un léger suspens quant aux intentions victorieuses des Mini, celles-ci remettent immédiatement les pendules à l'heure dès la deuxième E.S du jour, celle du col des Lèques, avec un magnifique doublé Makinen - Aaltonen devant la Porsche 911 de Klass, Hopkirk également dans le coup. La suite de la journée n'est qu'une démonstration de force du « trio infernal » : les E.S enneigées de la Chartreuse, du Mont Ventoux, et la très rapide spéciale de La Roquette / Levens sont autant de terrains propices à une prise de pouvoir des Cooper S sur le retour du parcours commun. D'autant qu'à l'arrière, c'est une véritable débandade : la Ford de Harper se traîne depuis Gap sur deux cylindres et finit par abandonner, radiateur crevé ; Jean-François Piot et sa R8 Gordini sont sortis à Seillans après avoir pourtant donné une belle réplique aux Mini ; Sandro Munari a joué de la pelle plus de 25 min pour dégager sa Lancia d'un mur de neige.
À l'arrivée à Monaco, le triplé Mini annoncé ne fait déjà plus l'ombre d'un doute. et la suspicion de remonter d'un cran chez les détracteurs de la BMC : le mot « tricheur » est ouvertement lâché, et le bruit court qu'une plainte serait parvenue à la direction de course via la gendarmerie française, accusant certaines voitures du rallye de disposer d'un éclairage de route ou de croisement de couleur blanche trop aveuglant. Les organisateurs décident de statuer après l'arrivée en couplant aux vérifications techniques complémentaires déjà prévues le contrôle de la conformité de l'éclairage. Et les 88 voitures rescapées du commun de repartir de plus belle à l'assaut du parcours de montagne. Le suspens était déjà tué, les Mini vont l'enterrer, et en grande pompe : dès l'E.S Sospel - Notre-Dame-de-la-Menour et au premier passage au Turini, Mäkinen, Aaltonen et Hopkirk commencent leur festival en raflant les trois premières places. Seule la Porsche de Klass parvient à s'intercaler à la Couillole et au second passage du Turini, mais la meute des adversaires se décime progressivement, quand elle n'apparaît pas résignée : Schlesser est obligé de lever le pied, Simo Lampinen et Jean Vinatier bloquent tour à tour leur boîte de vitesses dans le Turini, Ljungfeldt n'arrête pas de perdre de l'huile, et Vic Elford comme Sandro Munari abandonnent.
Radieux, Makinen rentre en vainqueur à Monaco : il ne le restera que quelques petites heures. Après démontage et vérifications scrupuleuses de l'ensemble des voitures victorieuses, le scandale éclate : dix voitures, dont les quatre premières, sont déclassées pour le motif d'éclairage non-conforme. On s'invective, et des noms d'oiseaux s'échangent entre écuries françaises et anglaises : BMC crie au complot et au coup monté. Les organisateurs restent stoïques, tout juste argumentent-ils sur les avantages procurés par le système d'éclairage à rhéostat des voitures anglaises... pourtant parfaitement cautionné lors des vérifications initiales. Le rallye Monte-Carlo vacille, certains prédisent même la mort de l'épreuve. Dans la confusion générale, Citroën et la DS 21 de Pauli Toivonen héritent donc de la première place, devant les Lancia Flavia de Trautmann et Andersson. Humblement, Toivonen refusera son prix. La BMC trouvera néanmoins un point positif dans toute cette affaire : à défaut des prix de lauréat, les retombées publicitaires envers la marque britannique n'auront jamais été aussi grandes.

### 1967, la revanche
Le traitement de « défaveur » de 1966 aurait pu dissuader les Britanniques de revenir en Principauté : c'est sans compter sur l'esprit revanchard de la BMC et des autres écuries anglaises, qui s'engagent donc au traditionnel rendez-vous monégasque, bien décidés à laver l'affront subi un an plus tôt. On avait quitté l'organisation princière un rien empêtrée dans les méandres de son règlement, on la retrouve fidèle à elle-même douze mois plus tard : le règlement évolue encore, et a de quoi étonner. Dans un esprit de réduire les disparités de chances entre amateurs et écuries d'usines officielles, apparaît une catégorie d'engagement pour laquelle le nombre de pneumatiques autorisé durant le rallye sera limité à huit ; en parallèle, subsiste une catégorie non limitative, mais forfaitairement pénalisée de 12 % en temps, où toute chance de victoire est donc nulle. Initiative louable en soi, mais que l'ensemble des écuries d'usines vont s'empresser de réduire à néant en munissant chacune de leurs assistances respectives de tout un outillage de recloutage. Pour les Mini dont la surface de stockage n'est pas des plus spacieuses, malle et banquette arrière sont chargées d'accueillir quatre roues supplémentaires ; afin de réduire la surcharge de poids ainsi générée, l'ensemble des pneus sont montés sur des jantes en alliage léger : c'est la première apparition des fameuses jantes Minilite. À titre d'appoint, deux roues supplémentaires sont aussi installées sur des galeries de toit respectives, lesquelles seront enlevées avant le départ du parcours commun.
Hormis une bonne tempête de neige essuyée par Hopkirk (parti d'Athènes) dans la traversée de la Yougoslavie, aucun autre incident ne vient perturber le bon cheminement des cinq Cooper S jusqu'à Monaco, terme une nouvelle fois de la concentration. Au programme du lendemain, le  parcours commun envoie les 195 équipages engagés s'expliquer, via un aller-retour jusque Chambéry, sur 6 tronçons chronométrés. Premier de la série, le traditionnel hors-d'œuvre du Pont-des-Miolans jusque Saint-Auban, qui révèle aussitôt les ambitions des adversaires de la BMC : Léo Cella et Sandro Munari, tous deux sur Lancia Fulvia, s'emparent de la tête du classement, les Cooper S à quelques encâblures. La caravane se dirige ensuite vers le Mont Ventoux puis le col du Rousset, deux ascensions chronométrées propices au tempérament fougueux de Vic Elford et de sa Porsche 911 S ; mais Hopkirk, Makinen et Aaltonen gardent le contact. Ce qui n'est hélas plus le cas de Simo Lampinen, dont la Morris Cooper S crève dans l'escalade du « Géant de Provence », et qui achève la montée vaille que vaille, pneu comme jante passablement détruits... Enfin, le massif de la Chartreuse et ses 45 kilomètres de secteur chronométrés vont profiter à l'armada des Cooper S : Aaltonen passe à l'attaque, et est le seul à descendre au-dessous des 36 minutes, en devançant Hopkirk de 9 secondes, Andersson et sa Lancia Fulvia de 35. Mais Vic Elford ne lâche absolument rien, et c'est la Porsche qui rentre en tête à l'issue du commun, trois Cooper S collées à ses basques, toutes à moins d'une minute : autant dire une misère, surtout que l'on annonce un changement des conditions climatiques pour le circuit de montagne du lendemain.
Et pourtant, c'est encore Elford qui assène un grand coup dès les deux premières spéciales de vitesse, victorieux dans l'E.S Sospel / Notre-Dame de la Menour, et deuxième derrière Andersson au premier passage du col de Turini. Chez BMC, c'est plutôt la soupe à la grimace : Makinen percute rapidement un rocher et perd tout espoir dans la lutte pour la victoire ; quant à Hopkirk, sa Cooper S connaît des problèmes d'alimentation qui l'empêchent de se livrer à fond. La lutte semble donc se focaliser entre Elford et Aaltonen, mais un troisième larron vient redistribuer les cartes : Andersson et sa Lancia Fulvia remportent coup sur coup les E.S du Turini et de la Couillole... La neige annoncée est bien au rendez-vous et augure d'un final épique : c'est à qui optera pour la meilleure stratégie de cloutage, et pour la plus grande finesse de pilotage... Elford, aux prises avec une Porsche désormais trop volatile sur la poudreuse voit son avance fondre littéralement. Au deuxième passage à la Couillole, la Porsche, la Mini et la Lancia se tiennent en un mouchoir de poche et dans cet ordre ;  c'est donc le dernier passage au Turini qui rendra le verdict, avec la neige en arbitre : Elford ne peut décemment suivre le rythme, Andersson joue son va-tout et devance Aaltonen et Cella de 20 secondes : il en reste treize au crédit de « Tintin Aaltonen », qui offre donc au team BMC une troisième victoire officielle en Principauté. La victoire est cette fois belle et incontestée, au sortir d'un affrontement de toute beauté.

## Palmarès

### Titres
- Championnat britannique des voitures de tourisme : 1961 (John Whitmore), 1962 (John Love), 1969 (Alec Poole), puis 1978 et 1979 sur Mini 1275 GT (Richard Longman);
- Championnat d'Europe FIA des voitures de tourisme: 1964 (Warwick Banks);
- Championnat de Suisse des voitures de tourisme : 1964, 1966 et 1967 (Georg Theller)[12];
- Championnat de Belgique des voitures de tourisme : 1964[13] et 1973 Gr.2[14] (Julien Vernaeve);
- Championnat des Pays-Bas Gr.2 (<1 300 cm3) des voitures de tourisme: 1965 (Rob Bicker)[15], 1966 (Freek Dudok van Heel)[16], 1967 (Hans Oskamp)[17] et 1968 (Roland Dirks)[18];
- Championnat d'Europe FIA des voitures de tourisme division 2 : 1968 (John Rhodes; pilotes et constructeurs);
- Championnat d'Europe FIA des voitures de tourisme division 1 : 1968 (John Handley; pilotes et constructeurs);
- Championnat d'Europe des rallyes : 1965 (Rauno Aaltonen), et Groupe 2 en 1966 (Sobieslaw Zasada);
- Championnat d'Angleterre des rallyes : 1962 et 1963 (Tony Fisher), puis 1970 (Will Sparrow);
- Championnat de Finlande des rallyes : 1965 (Rauno Aaltonen) et 1966 (Timo Mäkinen);
  - 2e du championnat d'Australie de tourisme 1967 (en) (Brian Foley) et 1968 (Darrell King).

### Principales victoires

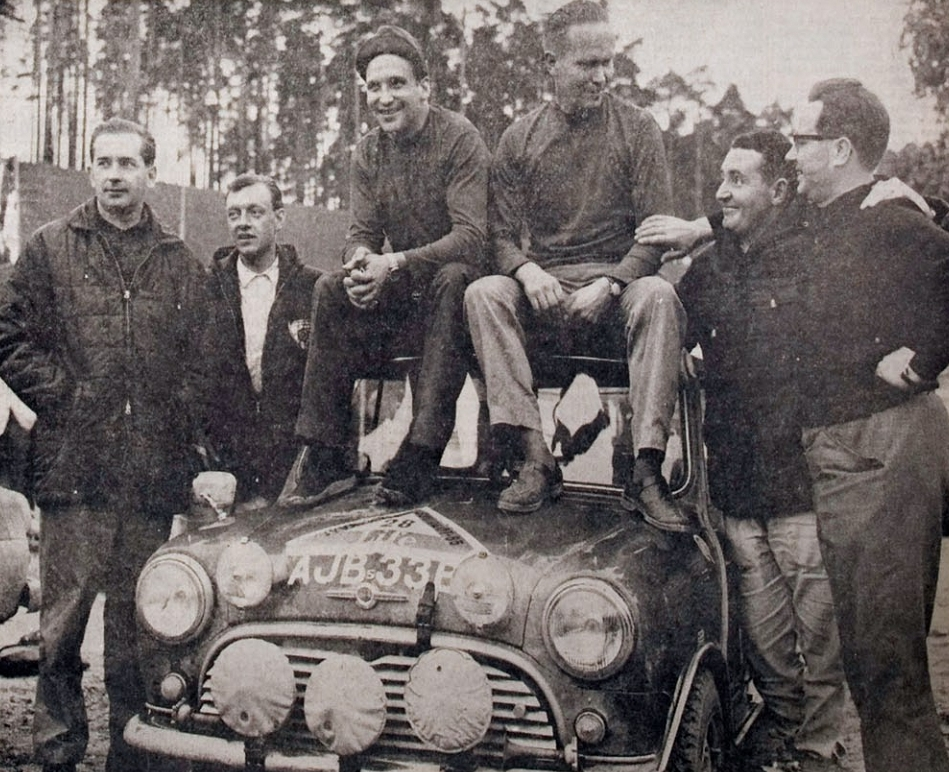
Rauno Aaltonen, Timo Mäkinen et Paddy Hopkirk au rallye de Finlande 1965.

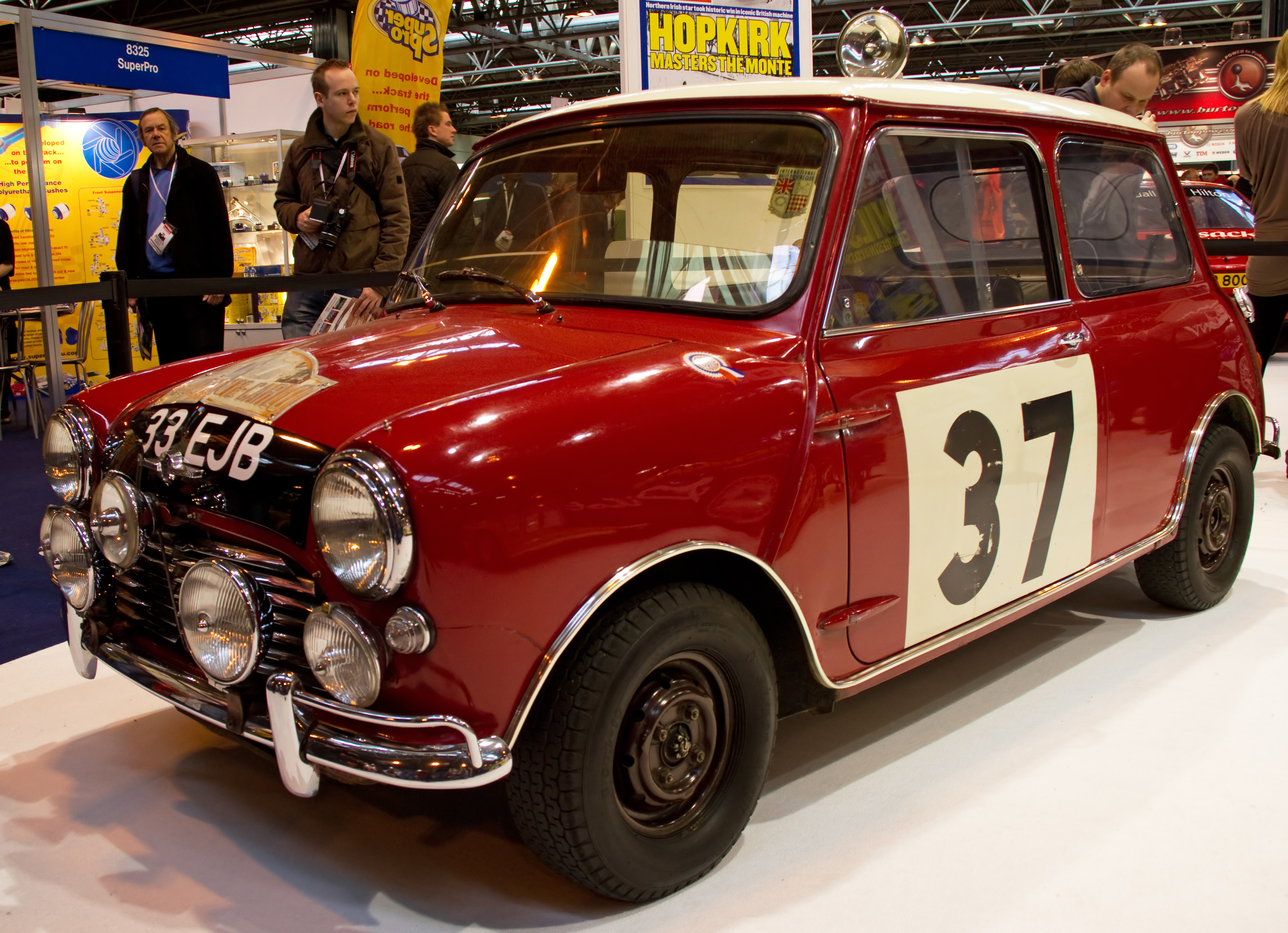
La Mini Cooper de Hopkirk et Liddon victorieuse du rallye Monte-Carlo 1964.

(une quarantaine de rallyes en huit années, dont une dizaine annuelle en 1965 puis 1966)
- Rallye des Tulipes : 1962, 1964 et 1966;
- Rallye de Suède (Soleil de Minuit) : 1962;
- Rallye d'Allemagne : 1962;
- Rallye de Baden-Baden : 1962;
- Coupe des Alpes : 1963 (tourisme) et 1967 (Sport et Prototypes);
- Circuit d'Irlande : 1964, 1965, 1966 et 1967;
- Rallye Monte-Carlo : 1964, 1965 et 1967;
- Rallye de l'île de Man : 1964, 1965 et 1967;
- Rallye du Pays de Galles : 1964;
- Rallye Teekkari : 1964;
- Rallye de Finlande : 1965, 1966 et 1967;
- Rallye de Pologne : 1965 et 1966;
- Rallye Munich-Vienne-Budapest (Rallye des Trois Cîtés) : 1965 et 1966;
- Rallye Vltava de Tchécoslovaquie : 1965 et 1966;
- Rallye de Genève : 1965 (tourisme) et 1967;
- RAC Rally : 1965;
- Rallye Príncipe de Asturias : 1965;
- Rallye d'Ypres : 1965;
- Rallye d'Écosse : 1966;
- Rallye alpin d'Autriche : 1966;
- Rallye Hanki : 1966;
- Rallye de l'Acropole : 1967;
- Rallye Croix du Sud : 1969;
- Rallye de Nouvelle-Zélande : 1972.

(nb: du fait de son petit gabarit et de sa puissance modeste, la Mini ne s'imposa pas en Afrique, ni dans des épreuves du type Gulf London Rally ; elle remporta également la Coupe des Dames du Rallye Monte-Carlo en 1962).
Autre (circuit) :
- Circuit d'Eläintarha: 1963, catégorie <1,1 l. (dernier vainqueur avec son compatriote Holger Laine en Volvo PV 544, sur l'ex-circuit du GP de Finlande);
- Guia Race of Macau (en): 1965 (avec l'américain Grant Wolfkill, et un triplé), et 1970 (avec la hongkongaise Anne Wong, et un doublé);
- Gallaher 500 (en) du Mont Panorama en Nouvelle-Galles du Sud (Australie): 1966 (avec Bob Holden, 1re course internationale officielle de Touring Car jamais organisée);
- 24 Heures (et 12 Heures <1 l.) de Zolder: 1969 (avec Julien Vernaeve et Yves Deprez; 12 heures avec Jean-Pol Bardet)[19].

## Mini Clubman/1275 GT
La Mini Clubman GT, appelée aussi 1275 GT, est la version GT de la Mini lancée de 1969 à 1980 et restylée en 1976. Son appellation est reprise sur une version break de la Mini en 2008.
À ce jour, la Mini Clubman en finition John Cooper Works est une des Mini les plus rapides.

### Source
- Claire Fleury, « Les 60 bougies de la Mini », L'Obs, no 2830,‎ 30 janvier 2019, p. 100 à 101 (ISSN 0029-4713).